# Csekonics József
Zsombolyai Csekonics József (Kőszeg, 1757. február 22. – Pest, 1824. április 26.) tábornok, császári és királyi generális, főstrázsamester, a magyar lótenyésztés történetének nagy alakja,  a magyar állami ménestelepek megalapítója.

## Életpályája
A tekintélyes és tehetős köznemesi származású Csekonics Pál és nemes Kanicsár Mária gyermeke, a neves Csekonics család sarja. Tanulmányait a kőszegi gimnáziumban, majd a bécsi Löwenburg-féle konviktusban végezte. 1774-ben mint hadapród a „D’Ayasassa Curassier” vértesezredbe került. 1778-ben pedig már a „Modena” vértesezred főhadnagya. 1783-ban, mint másodkapitány a „Zeswitz Currassier” vértesezredbe lépett át. 1787-ben őrnagy, 1789-ben alezredes, 1790-ben ezredes, 1806-ban tábornok és a felkelő nemes sereg dandárnoka lett. 
Az ürményi ménestelepen tanulmányozta a lótenyésztést. Parancsnoka, gróf Godiz ezredes a pótléklovak állományához rendelte, ahol folytatta tanulmányait és tervet készített a hazai lótenyésztés előmozdítására. A terveket benyújtotta II. József császárnak. Csekonics javaslatait az Udvari Hadi Tanács jóváhagyta és a császár 1784. december 20-ai rendeletében megalapította a Mezőhegyesi Császári és Királyi Ménest. A négy négyzetmérföldnyi területen alapított mezőhegyesi ménestelep felállításával Csekonicsot bízta meg és lótartalék-parancsnokká (remont-Commendant) nevezte ki. 1789-ben II. József magyar király megbízásából 450 ezer aranyforintért megvette a Banához tartozó Bábolna-pusztát.
A mezőhegyesi "ménesinstitútum főinspektorának" célkitűzése a hazai lóállomány javítása és nemesítése volt, ellenezte a drága és alkalmatlan külföldi lovak vásárlását. Magyarországi körútja eredményeként a hadseregben már bevált csontos, erős kancákat telepített Mezőhegyesre, és azonosítási számmal látta el őket. Ettől kezdve minden ló eredete ismert volt, ami nagy előrelépést jelentett az átgondolt lótenyésztés érdekében.
Csekonics az Alföldön és Erdélyben összegyűjtött ökröket lábon hajtatta Bécs felé. Az állatok lábon történő hajtásának nagy távolságai miatt szükség volt egy gyűjtőhelyről gondoskodni. Erre a célra találták alkalmasnak a Bécs és Buda közötti "mészárosok útja" mellett fekvő jó legelővel rendelkező Bábolnát. 1789-ben az állam 450 000 arany forintért megvásárolta Bábolnát az állami ménesbirtok céljaira.
1780-ban  a kincstártól haszonbérbe vette a Torontál vármegyében a zsombolyai uradalmat.
1787-ben őrnaggyá, 1789-ben vértes alezredessé nevezték ki. 1790-ben ezredesi rangot kapott és 1798-ban megbízták az olaszországi Lech melletti hadsereg és Bécs városának vágómarhával történő ellátásával, amit öt évig folytatott. Elismerésként megkapta a Szent-István rendet és 1806-ban tábornokká léptették elő. Hamvait Zsombolyán, a csitói családi sírboltban temették el.

## Családja
Első feleségétől Tempel Katalintól három leánya és egy fia született:
- Karolina (Pest, 1789.  szeptember 29.  – Lovrin, 1871. november 15.), aki kisfaludi és lubellei báró Lipthay Frigyeshez ment nőül
- ismeretlen leány
- Erzsébet (1794  – Elemér, 1881. december 21.), férje: Piret Lajos báró (1784-1862)
- József (1796-1814)

Második feleségétől, pribéri és vuchini Jankovich Juliannától (1782-1835), pribéri Jankovich János hétszemélynök, udvari tanácsos és báró Püchler Teréz leányától, egyetlen fia született:
- János Nepomuk (1809. november 14.  – 1880. augusztus 1.), aki a Csekonics-család grófi rangját szerezte, felesége kisfaludi és lubellei báró Lipthay Leona (1821-1903)

## Képek

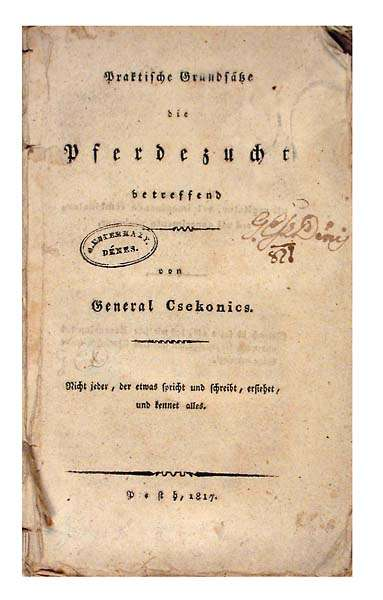
General Csekonics: Praktische Grundsätze die Pferdezucht betreffend, Pest, 1817.
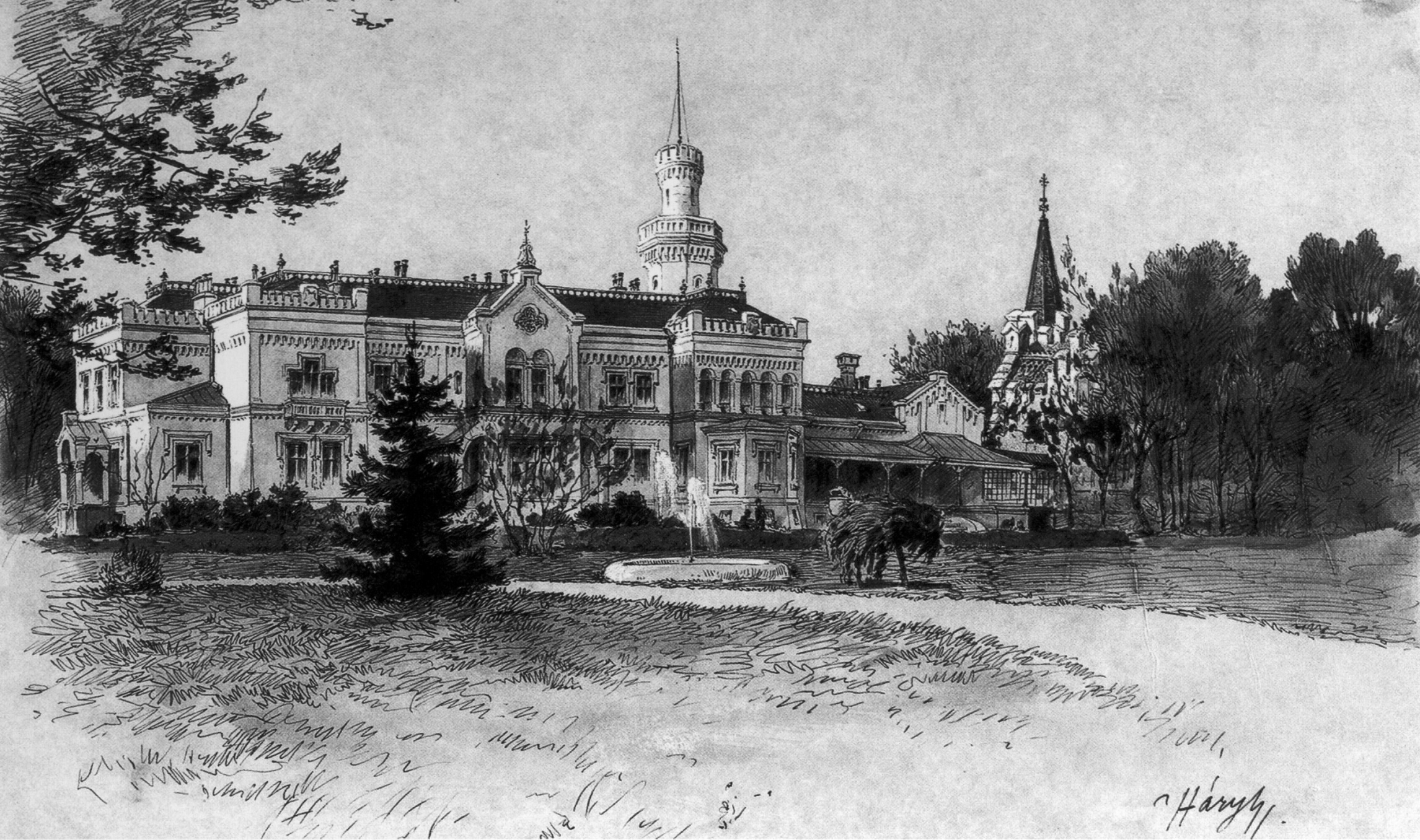
Zsombolya-Csitó, Csekonics kastély